# Ayvalık (stad)
Ayvalık (Grieks: Κυδωνίες Kudonies) is de hoofdstad van het gelijknamige district in de Turkse plaats Balıkesir. In 2012 telde de plaats 37.197 inwoners.
De stad werd lange tijd door Grieken bewoond. In 1891 bestond de bevolking uit 21.666 Grieken en 180 Turken. De Grieken werden na de Grieks-Turkse Oorlog in 1923 verdreven.

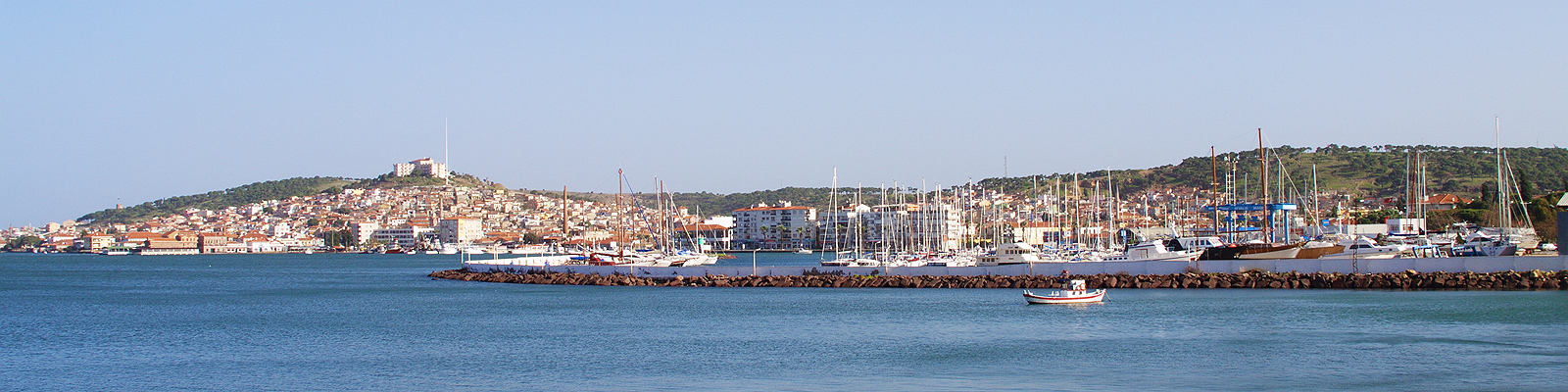
Gezicht op de stad